# 코코 샤넬 (2009년 영화)
《코코 샤넬》(프랑스어: Coco avant Chanel)은 안 퐁텐 감독이 연출한 프랑스와 벨기에의 영화이다. 코코 샤넬의 일대기를 소재로 다루었다.

## 줄거리
가수를 꿈꾸며 카페에서 춤과 노래를 즐기는 재봉사 샤넬은 그 곳에서 만난 에티엔느 바르장을 통해 상류 사회를 접하게 된다. 코르셋으로 대표되는 화려함 속에 감춰진 귀족사회 여성들의 불편한 의상에 불만을 가진 그녀는 움직임이 자유롭고 단순하면서 세련된 의상을 직접 제작한다. 그러던 중 코코 샤넬은 자신의 일생에서 유일한 사랑으로 기억되는 남자 아서 카펠을 만나게 되고 그녀만의 스타일을 전폭적으로 지지해 주는 그의 도움으로 자신만의 매장을 열게 된다.

## 출연

### 주연
- 오드레 토투
- 브누아 풀보르드

### 조연
- 알레산드로 니볼라
- 클로드 브레쿠르
- 마리 질랭
- 에마뉘엘 드보스
- 피에르 디오
- 뱅상 네메트
- 브뤼노 아브라암크레메르
- 마리베네딕트 로이
- 에밀리 가부아칸

## 기타
- 음악지원: 장파스칼 뱅튀스
- 의상: 카트린 르테리에